# Tan Dun
Dans ce nom chinois, le nom de famille, Tan, précède le nom personnel.
Tan Dun (谭盾, Tán Dùn) est un compositeur chinois et chef d'orchestre, né le 18 août 1957 à Changsha, capitale de la province du Hunan.

## Biographie
Tan Dun est né en 1957 dans un village de Changsha, dans la province chinoise du Hunan. Enfant, il était fasciné par les rituels et les cérémonies du chaman du village, qui étaient généralement mis en musique avec des objets naturels tels que des pierres et de l'eau. En raison des interdictions promulguées pendant la révolution culturelle, il a été découragé de poursuivre la musique et a été envoyé travailler comme planteur de riz dans la commune de Huangjin. Il s'est joint à un ensemble d'autres habitants de la commune et a appris à jouer des instruments à cordes traditionnels chinois. À la suite d'un accident de ferry qui a entraîné la mort de plusieurs membres d'une troupe d'opéra de Pékin, Tan Dun a été appelé en tant qu'altiste et arrangeur. Ce premier succès lui vaut une place dans l'orchestre, et de là, il part étudier au Conservatoire central de musique de Pékin en 1977, où il entre en contact avec des compositeurs tels que Toru Takemitsu, George Crumb, Alexander Goehr, Hans Werner Henze, Isang Yun et Chou Wen-Chung, qui influencent tous son sens du style musical.
En 1986, il s'installe à New York en tant que doctorant à l'université de Columbia, où il étudie à nouveau avec Chou Wen-Chung, qui avait étudié sous la direction d'Edgard Varèse. À Columbia, Tan Dun découvre la musique de compositeurs tels que Philip Glass, John Cage, Meredith Monk et Steve Reich, et commence à intégrer ces influences dans ses compositions. Il termine sa thèse, Death and Fire : Inspirée par une visite au Musée d'art moderne, Death and Fire est une courte symphonie qui s'inspire des peintures de Paul Klee. Le 15 juin 2016, il crée la chanson thème de la grande ouverture du Disney Resort de Shanghai. Le 1er août 2019, il est nommé doyen du Conservatoire de musique du Bard College. 
Tan Dun s'est installé aux États-Unis en 1986. Il a remporté un Oscar du cinéma et un Grammy Award pour sa composition du film Tigre et Dragon.

## Œuvres

### Films
- 1995 : Ne pleure pas Nanjing (Don't Cry, Nanking) de Wu Ziniu
- 1998 : Le Témoin du Mal (Fallen) de Gregory Hoblit
- 2000 : Tigre et Dragon (Crouching Tiger, Hidden Dragon) de Ang Lee
- 2002 : Hero de Zhang Yimou
- 2006 : La Légende du scorpion noir (The Banquet) de Feng Xiaogang

### Opéra
- 1995 : Marco Polo, livret de Paul Griffiths

Création le 7 mai 1996 à la Biennale de Munich en Allemagne. Solistes, chœur et ensemble dirigés par Tan Dun. Mise en scène de Martha Clarke. L'œuvre a reçu le Grawemeyer Award en 1998.
- 1998 : Peony Pavilion
- 2002 : Tea : A Mirror of the Soul
- 2006 : The First Emperor

Première au Metropolitan Opera de New York le 21 décembre 2006 avec Placido Domingo dans le rôle-titre et Tan Dun lui-même dirigeant l'orchestre

### Symphonies et concertos
- 1983 : Self Portrait, from "Death and Fire"
- 1985 : On Taoism
- 1987 : Out of Peking Opera
- 1992 : Death and Fire: Dialogue with Paul Klee
- 1995 : Concerto for Pizzicato Piano and Ten Instruments
- 1997 : Heaven Earth Mankind: Symphony 1997
- 1997 : Overture: Dragon and Phoenix, from Heaven Earth Mankind
- 1997 : Requiem and Lullaby, from Heaven Earth Mankind
- 1997 : Song of Peace, from Heaven Earth Mankind
- 1994 : Yi1: Intercourse of Fire and Water
- 1996 : Yi2: Concerto for Guitar and Orchestra
- 1999 : 2000 Today: A World Symphony for the Millennium
- 1999 : Concerto for String Orchestra and Pipa
- 1999 : Concerto for String Orchestra and Zheng
- 2002 : Yi°: Concerto for Orchestra
- 2004 : Four Secret Roads of Marco Polo
- 2008 : Piano Concerto: "The Fire"
- 2009 : Internet Symphony
- 2009 : Symphony for Strings
- 2011 : Symphonic Poem on 3 Notes
- 2012 : Atonal Rock n' Roll
- 2012 : Concerto for Orchestra
- 2012 : Percussion Concerto: "The Tears of Nature"

### Musique de chambre
- 1978, 2002 : Eight Memories in Watercolor, for piano
- 1986 : Eight Colors for String Quartet
- 1987 : In Distance
- 1988 : Silk Road, for soprano, voice, and percussion
- 1989, 1992 : Traces, for piano
- 1991 : Elegy: Snow in June, for cello and percussion
- 1992 : Circle with Four Trios, Conductor and Audience
- 1993 : Lament: Autumn Wind
- 1994 : C A G E, for solo piano
- 1995 : A Sinking Love, for soprano and 4 violas da gamba
- 1997 : Concerto for Six
- 1999 : Concerto for String Quartet and Pipa
- 2000 : Dew Drop Falls, for solo piano
- 2002 : Seven Desires for Guitar
- 2006 : Secret Land, for 12 cellos
- 2009 : Violin Concerto: The Love
- 2010 : Chiacone—after Colombi, for solo cello

### Musique organique
- 1998 : Water Concerto for water percussion and orchestra
- 2003 : Paper Concerto for paper percussion and orchestra
- 2004 : Water Music
- 2009 : Earth Concerto for stone and ceramic percussion with orchestra

### Musique rituelle
- 1989 : Nine Songs
- 1990 : Orchestral Theatre I: O
- 1992 : Orchestral Theatre II: Re
- 1994 : Ghost Opera, pour quatuor à cordes et pipa
- 1996 : Red Forecast (Orchestra Theatre III)
- 1999 : The Gate (Orchestral Theatre IV)
- 2006 : Buddha Passion

### Oratorio
- 2000 : Water Passion

### Multimedia
- 2000 : Crouching Tiger Concerto, for cello and chamber orchestra
- 2002 : The Map: Concerto for Cello, Video and Orchestra
- 2010 : Hero Concerto
- 2010 : The Banquet
- 2013 : Martial Arts Cycle
- 2013 : Nu Shu: The Secret Songs of Women

## Distinctions

### Honneurs
- Prix Bach de la Ville libre et hanséatique de Hambourg (2011)[4]